# Jin Mao Tower
Jin Mao Tower (znany też jako Jin Mao Building; chiń. 金茂大厦; pinyin Jīn Mào Dàshà) – drapacz chmur znajdujący się w Chińskiej Republice Ludowej w Szanghaju, w dzielnicy Pudong. Zawiera biura oraz hotel Grand Hyatt. Jest obecnie 14. pod względem wysokości budynkiem w Chinach, a na świecie zajmuje 32. miejsce. Wraz z budynkiem Oriental Pearl Tower stanowi centrum odnowionej dzielnicy Pudong. Koszt budowy wyniósł 400 milionów dolarów.
W 2007 roku Shanghai World Financial Center (492,3 m) wyprzedził pod względem wysokości budynek Jin Mao Tower.

## Konstrukcja i wygląd

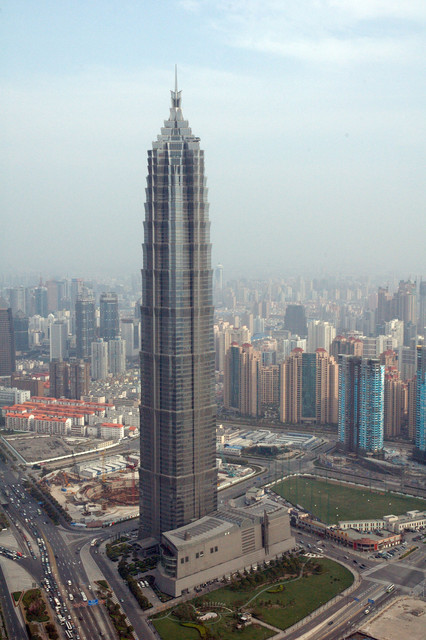
Przed budową sąsiednich wieżowców Shanghai Tower i Shanghai World Financial Center

Budynek został zaprojektowany przez firmę architektoniczną z Chicago Skidmore, Owings and Merrill w stylu postmodernistycznym. Swym wyglądem nawiązuje też do tradycyjnej chińskiej architektury z elementami takimi jak pagoda. Podobnie jak Petronas Towers w Kuala Lumpur (Malezja), wiele elementów konstrukcji budynku nawiązuje do cyfry 8, postrzeganej w chińskiej kulturze jako liczba przynosząca szczęście:
- 88 pięter (93 jeśli policzyć piętra połączone z iglicą)
- Budynek podzielony na 16 segmentów, z czego każdy jest o 1/8 krótszy niż 16-piętrowa podstawa
- Główny rdzeń budynku ma kształt ośmiokąta
- Rdzeń otoczony jest 8 wysokimi kolumnami z kompozytów oraz 8 stalowymi kolumnami zewnętrznymi
- Zestaw ośmiu dwupiętrowych kratownic łączy kolumny z rdzeniem dla zapewnienia większej wytrzymałości

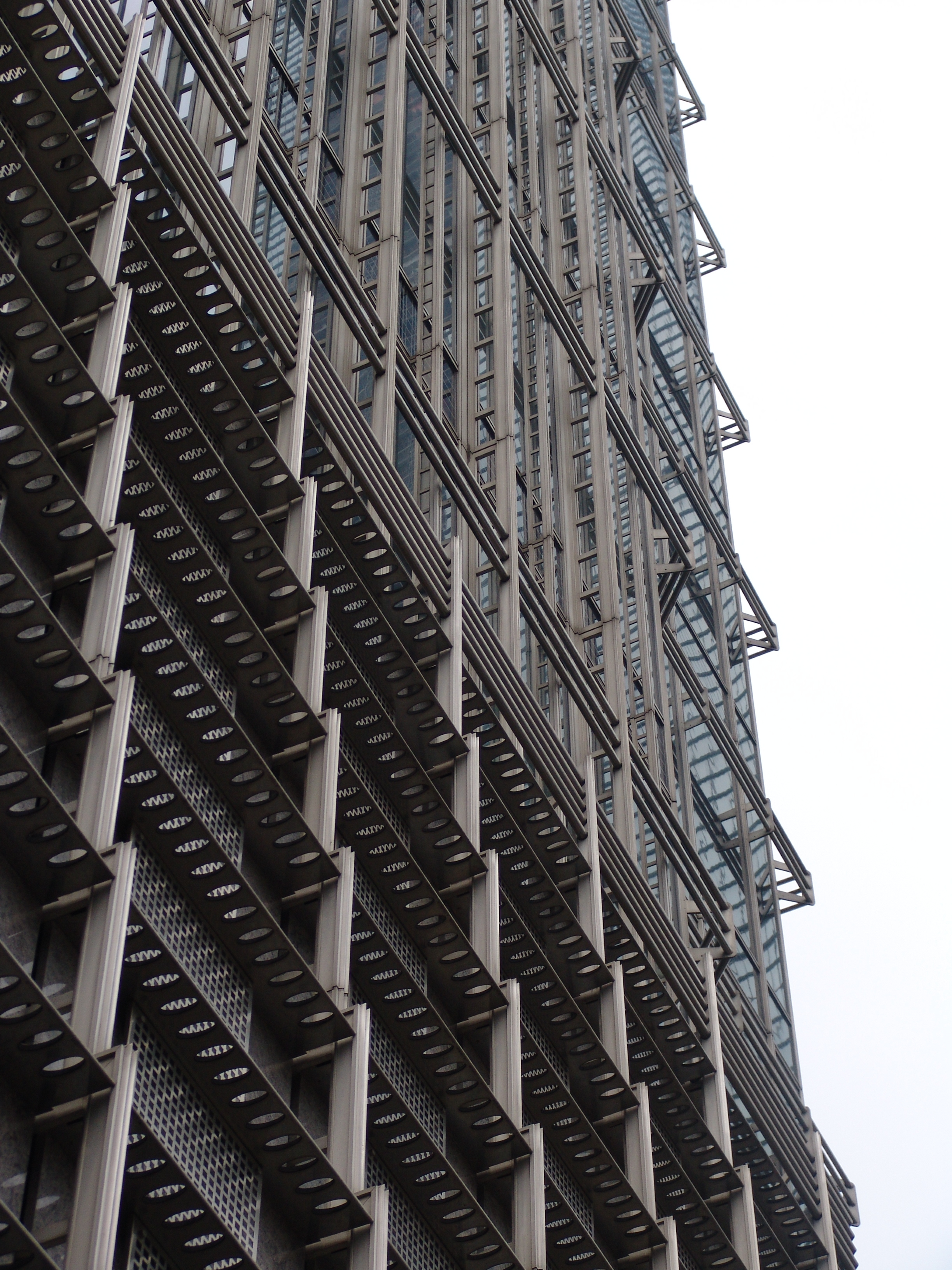
Elewacja wieżowca

Elewacja budynku została wykonana ze szkła, stali nierdzewnej, aluminium i granitu i jest pokryta kratownicą wykonaną z aluminiowych rur.
Struktura budynku może wytrzymać tajfunowy wiatr o prędkości nawet 200 km/h (szczyt może odchylić się o maksymalnie 75 centymetrów) oraz trzęsienia ziemi o sile do 7 stopni w skali Richtera. Również konstrukcja kratownic absorbuje wstrząsy.
Fundamenty spoczywają na 1062 stalowych słupach sięgających na głębokość 83,2 i są jednymi z najgłębiej osadzonych fundamentów na świecie. Na głębokości 19,6 metra pod ziemią znajduje się betonowa platforma o grubości 4 metrów.
Oficjalne otwarcie budynku nastąpiło 28 sierpnia 1998, co również związane jest z liczbą 8. Jednak dopiero w 1999 roku został w pełni ukończony. Właścicielem Jin Mao Tower jest firma China Jin Mao Group Co. Ltd. Według gazety Shanghai Star dzienny koszt utrzymania wynosi około 121 tysięcy dolarów.

## Piętra
Budynek ma trzy główne wejścia do lobby: dwa dla części biurowej oraz jedno dla części hotelowej. Pierwsze 6 pięter budynku zawiera sale konferencyjne i bankietowe hotelu Hyatt, a także kluby, restauracje i centrum handlowe.
W trzypiętrowej piwnicy znajdują się restauracje oraz podziemny parking na 600 samochodów i 7500 jednośladów. W budynku znajduje się 61 wind oraz 19 ruchomych schodów.
Piętra od 3 do 50 zawierają pomieszczenia biurowe o łącznej powierzchni 123,000 metrów kwadratowych. Piętra 51 i 52 zawierają urządzenia techniczne – są one dostępne tylko za pomocą wind serwisowych.
Od 53 do 87 piętra w budynku mieści się hotel Shanghai Grand Hyatt. Zawiera on 555 pokoi i jest najwyżej położonym hotelem na świecie (jeśli chodzi o wysokość od powierzchni ziemi w budynku). Najwyższym budynkiem o zastosowaniu tylko hotelowym jest Burdż al-Arab w Dubaju (nie licząc hotelu Ryugyŏng, który nigdy nie został ukończony).

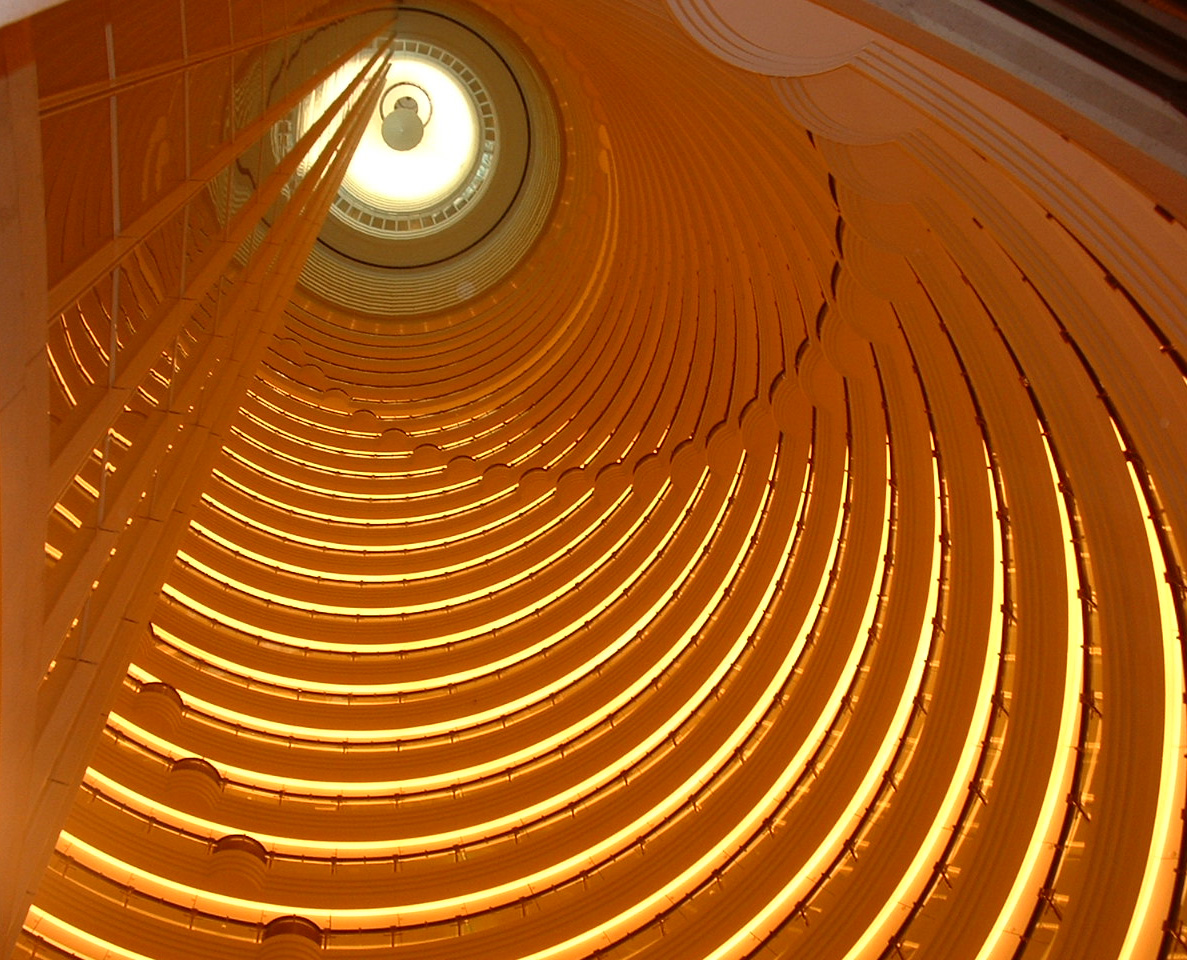
Atrium hotelu Grand Hyatt

Hotel znany jest ze swego atrium zaczynającego się na 56 piętrze i kończącym się na wysokości 87 piętra. Posiada ono wysokość około 115 metrów, otoczone jest 28 spiralnymi klatkami schodowymi o szerokości 27 metrów. Jest to jedno z najwyższych atriów na świecie (najwyższe znajduje się w hotelu Burj Al Arab).
Ostatnie publicznie dostępne, 88 piętro nie należy do hotelu. Znajduje się tam Skywalk, wewnętrzny taras widokowy o powierzchni 1520 metrów kwadratowych, zdolny pomieścić 1000 ludzi. Oprócz widoku Szanghaju oferuje on też widok całego atrium z góry. Można też skorzystać z najwyżej położonej na świecie poczty. Windy w budynku podróżują z prędkością 9,1 m/s – podróż na 88 piętro trwa 45 sekund.
Piętra od 89 do 93 są piętrami technicznymi, niedostępnymi publicznie. W nocy są oświetlane jasnym, białym światłem.